# Södra Härene socken
Södra Härene socken i Västergötland ingick i Kullings härad, ingår sedan 1971 i Vårgårda kommun och motsvarar från 2016 Södra Härene distrikt.
Socknens areal är 30,54 kvadratkilometer varav 30,10 land. År 2000 fanns här 201 invånare.  Sockenkyrkan Södra Härene kyrka ligger i socknen.

## Administrativ historik
Socknen har medeltida ursprung. Före den 1 januari 1886 (ändring enligt beslut den 17 april 1885) var namnet Härene socken.
Vid kommunreformen 1862 övergick socknens ansvar för de kyrkliga frågorna till Härene församling och för de borgerliga frågorna bildades Härene landskommun. Landskommunen inkorporerades 1952 i Vårgårda landskommun som 1971 ombildades till Vårgårda kommun. Församlingen uppgick 2002 i Algutstorps församling.
1 januari 2016 inrättades distriktet Södra Härene, med samma omfattning som församlingen hade 1999/2000.
Socknen har tillhört län, fögderier, tingslag och domsagor enligt vad som beskrivs i artikeln Kullings härad. De indelta soldaterna tillhörde Västgöta regemente, Barne kompani och Västgöta-Dals regemente, Kullings kompani.

## Geografi
Södra Härene socken ligger nordväst om Herrljunga kring Nossan. Socknen har odlingsbygd i ådalen och Varaslätten utgör en del av landskapet. I övrigt är det en mossrik skogsbygd.
Lärkemossens naturreservat som delas med Kullings-Skövde socken i Vårgårda kommun och Magra socken i Alingsås kommun ingår i EU-nätverket Natura 2000.
En sätesgård var Ribbingsbergs säteri.

## Södra Härene äldre kyrkor
Den första kyrkan i Södra Härene byggdes troligen på 1200-talet, men den brändes av danskarna under Kalmarkriget 1612. Kyrkan som sedan uppfördes förstördes i en brand 1905.

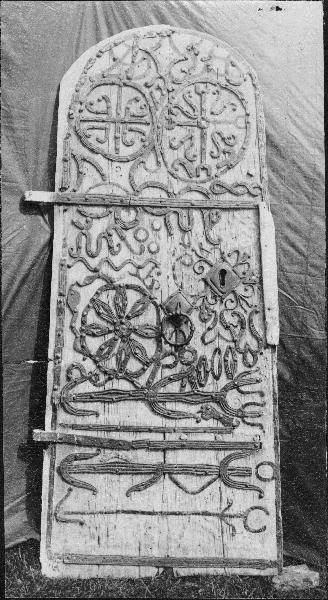
Dörr från första kyrkan, 1200-tal. Foto: 1893.
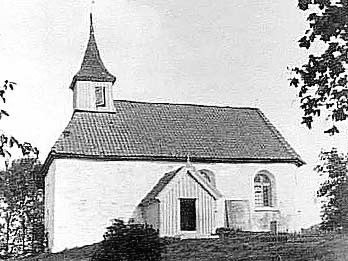
Södra Härene gamla kyrka 1893
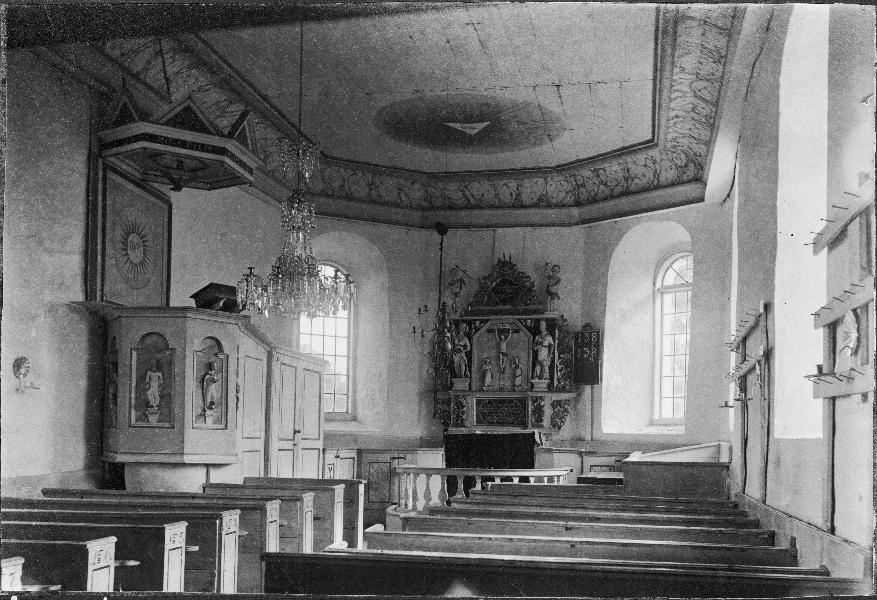
Gamla kyrkan 1893
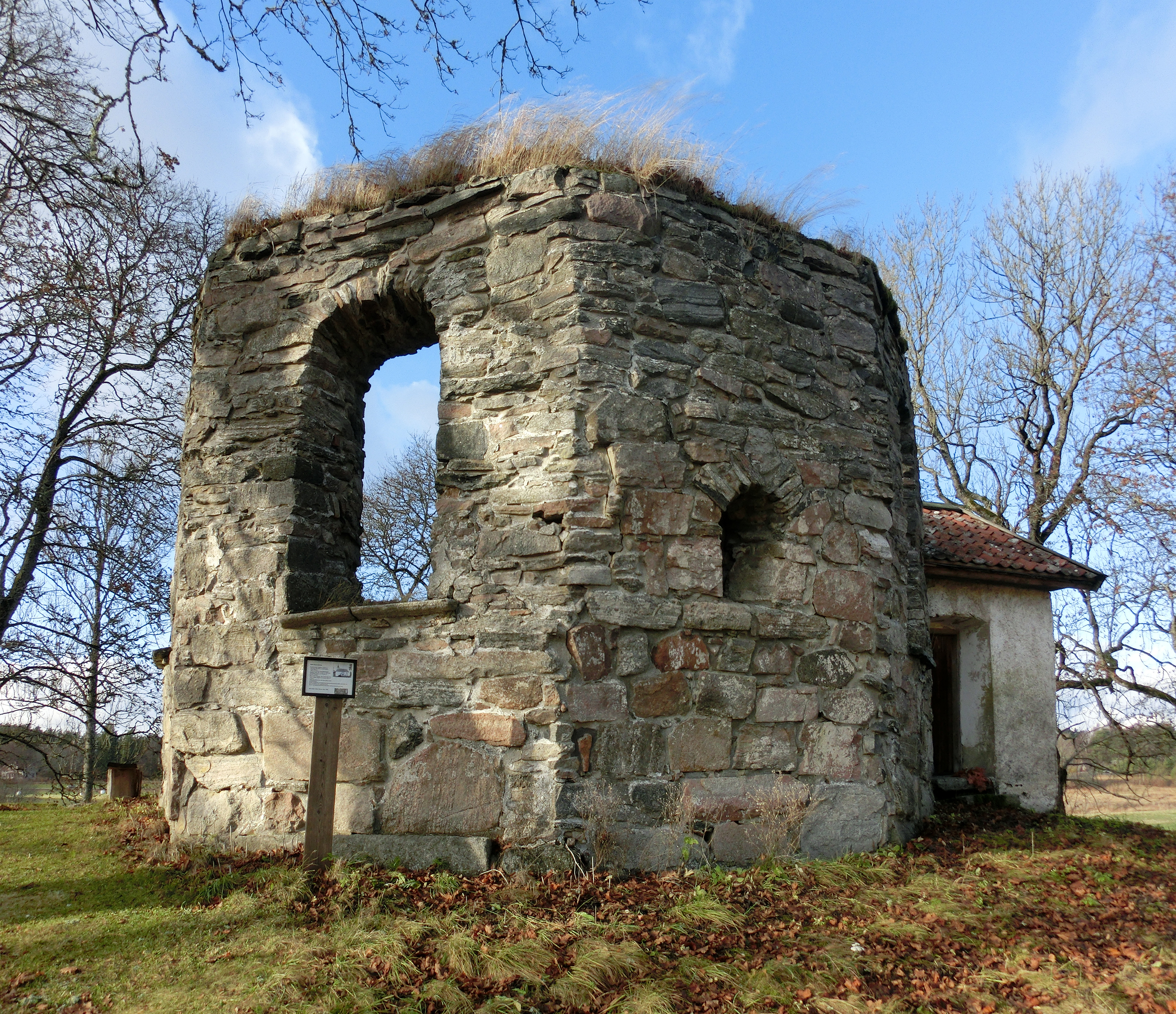
Södra Härene kyrkoruin
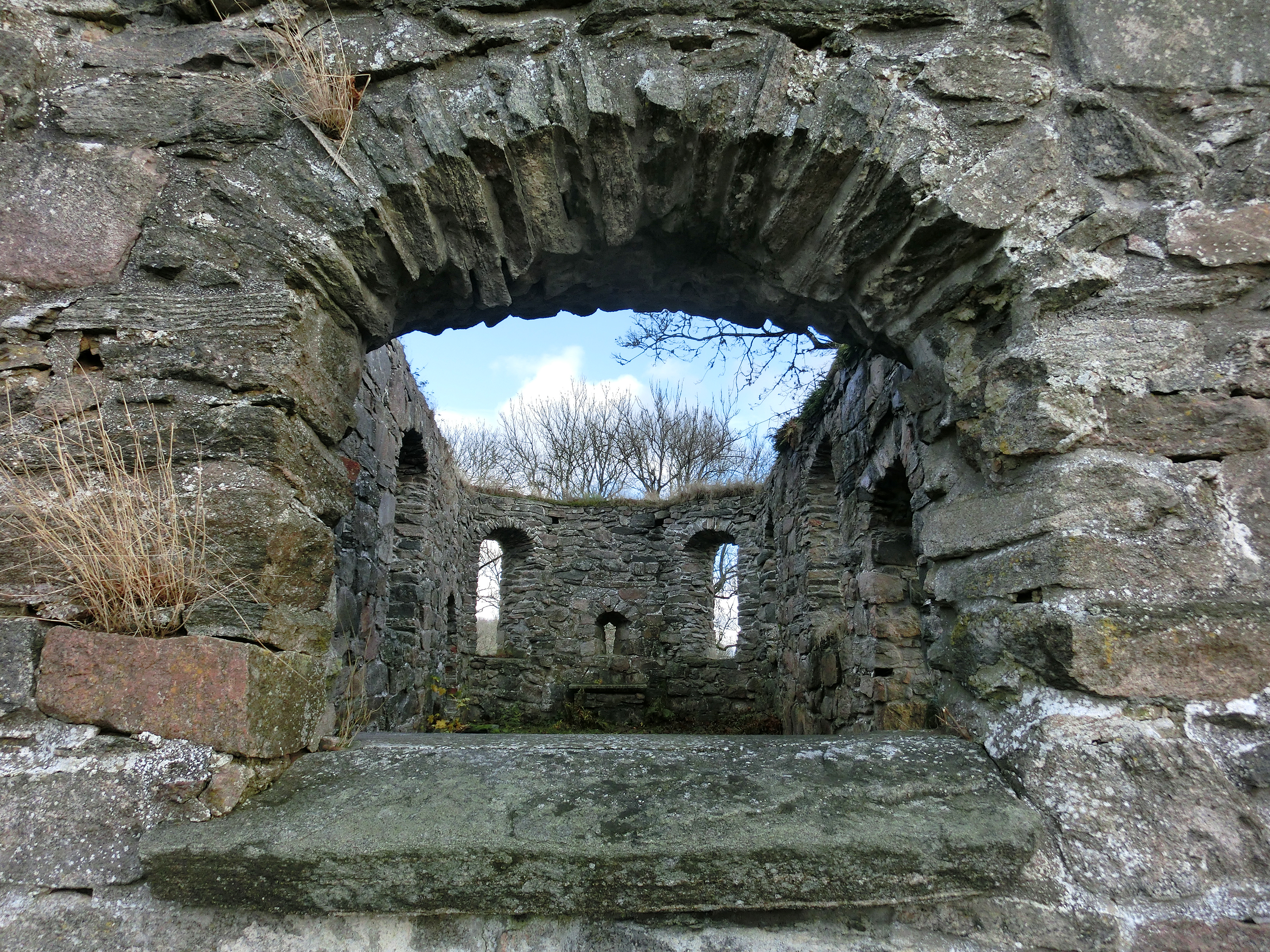
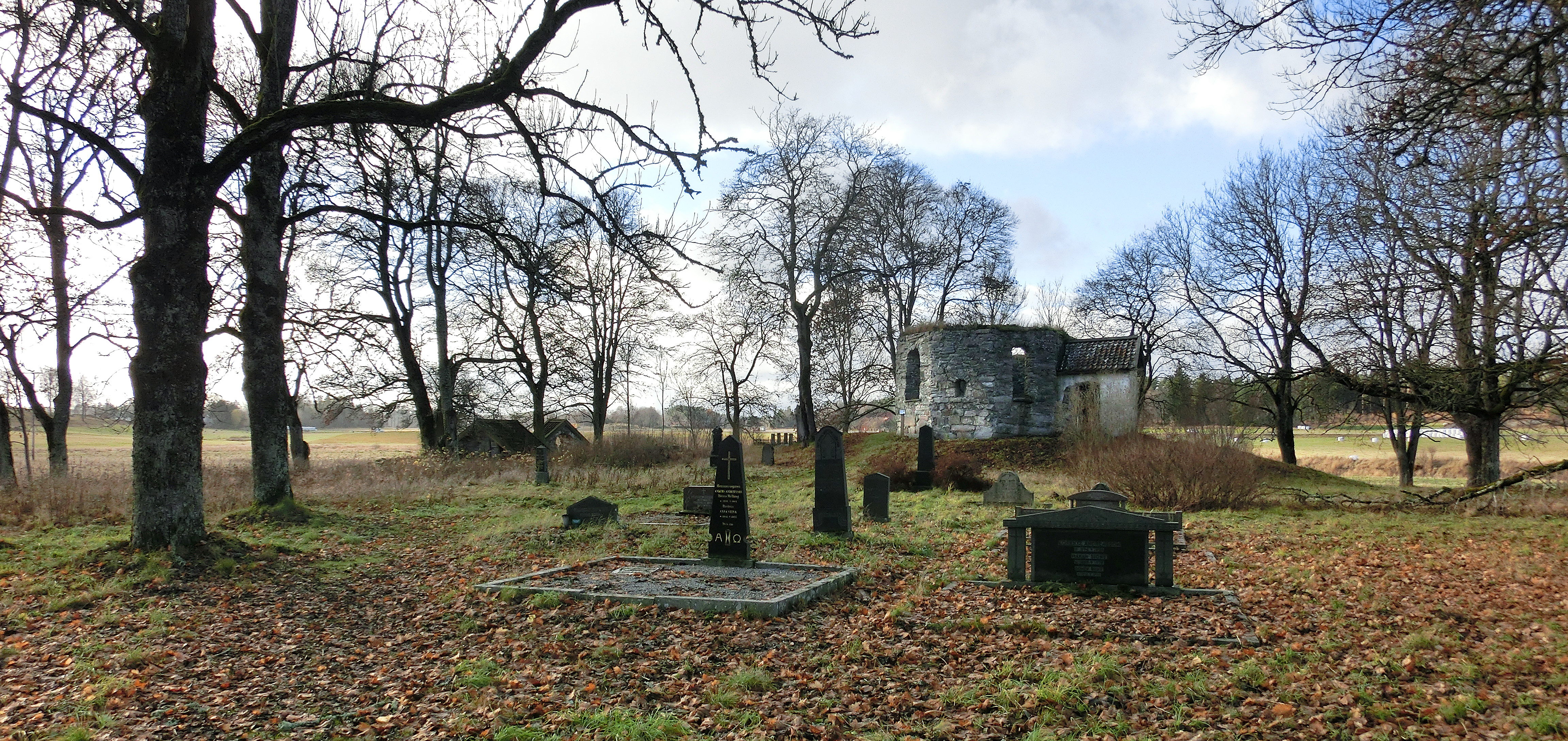
Kyrkogården med ruinen
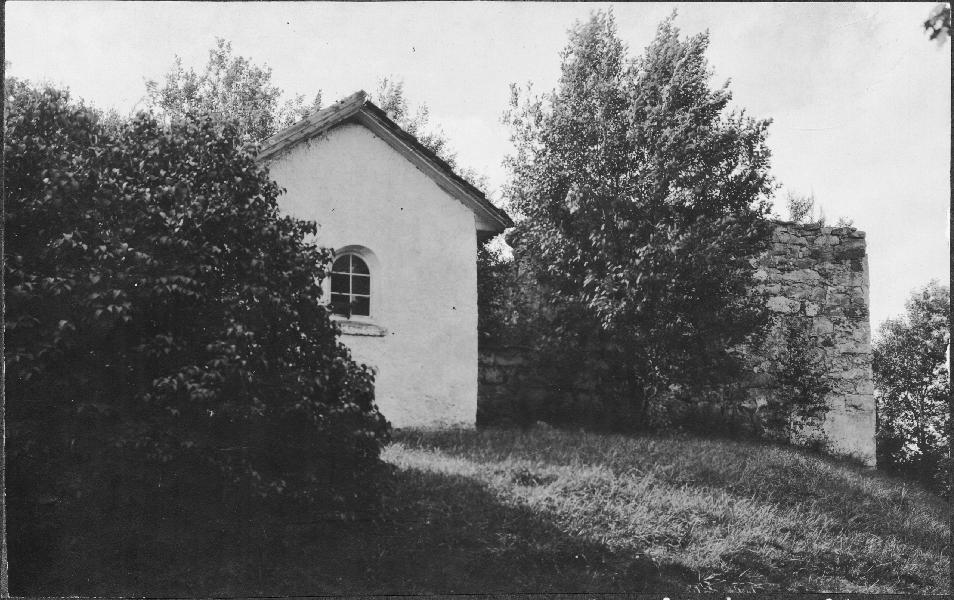
Ännu intakt sakristia.
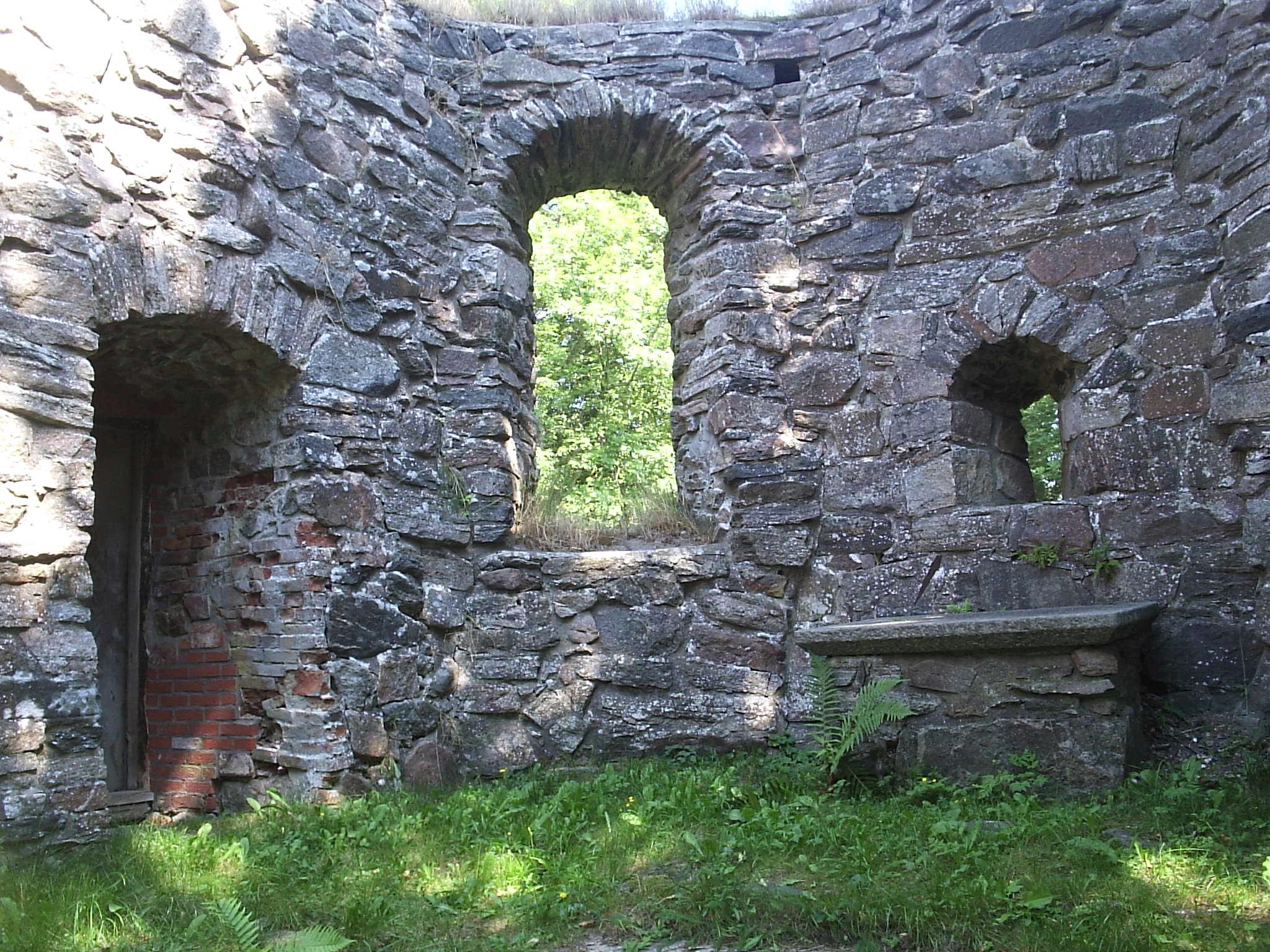
Altaret

## Fornlämningar
Sju hällkistor från stenåldern är funna, varav den på Jättakullen är Nordens största. Från bronsåldern finns gravrösen, skålgropsförekomster och en hällristning. Från järnåldern finns fyra gravfält.

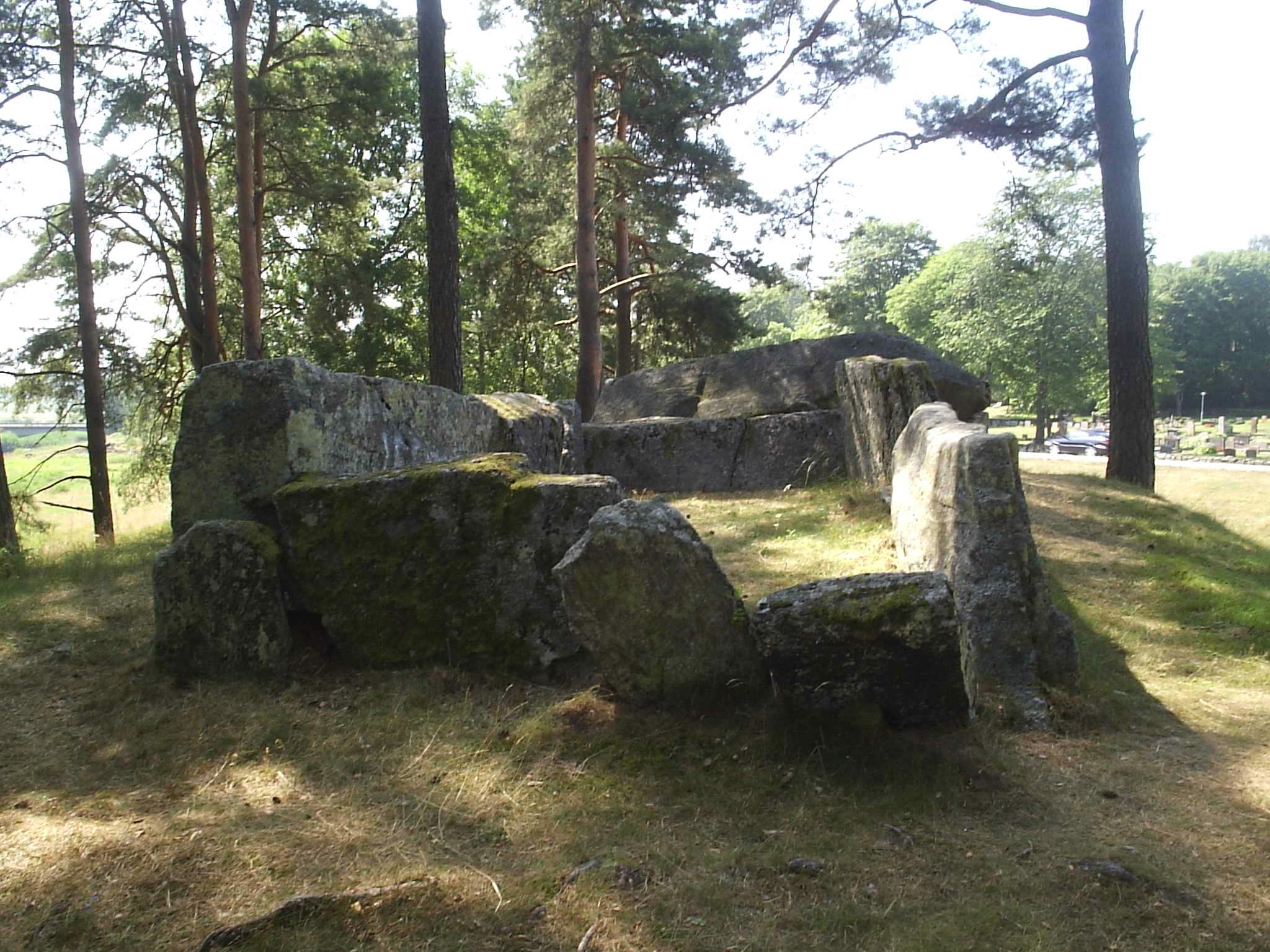
Den stora hällkistan på Jättakullen är Nordens största hällkista.
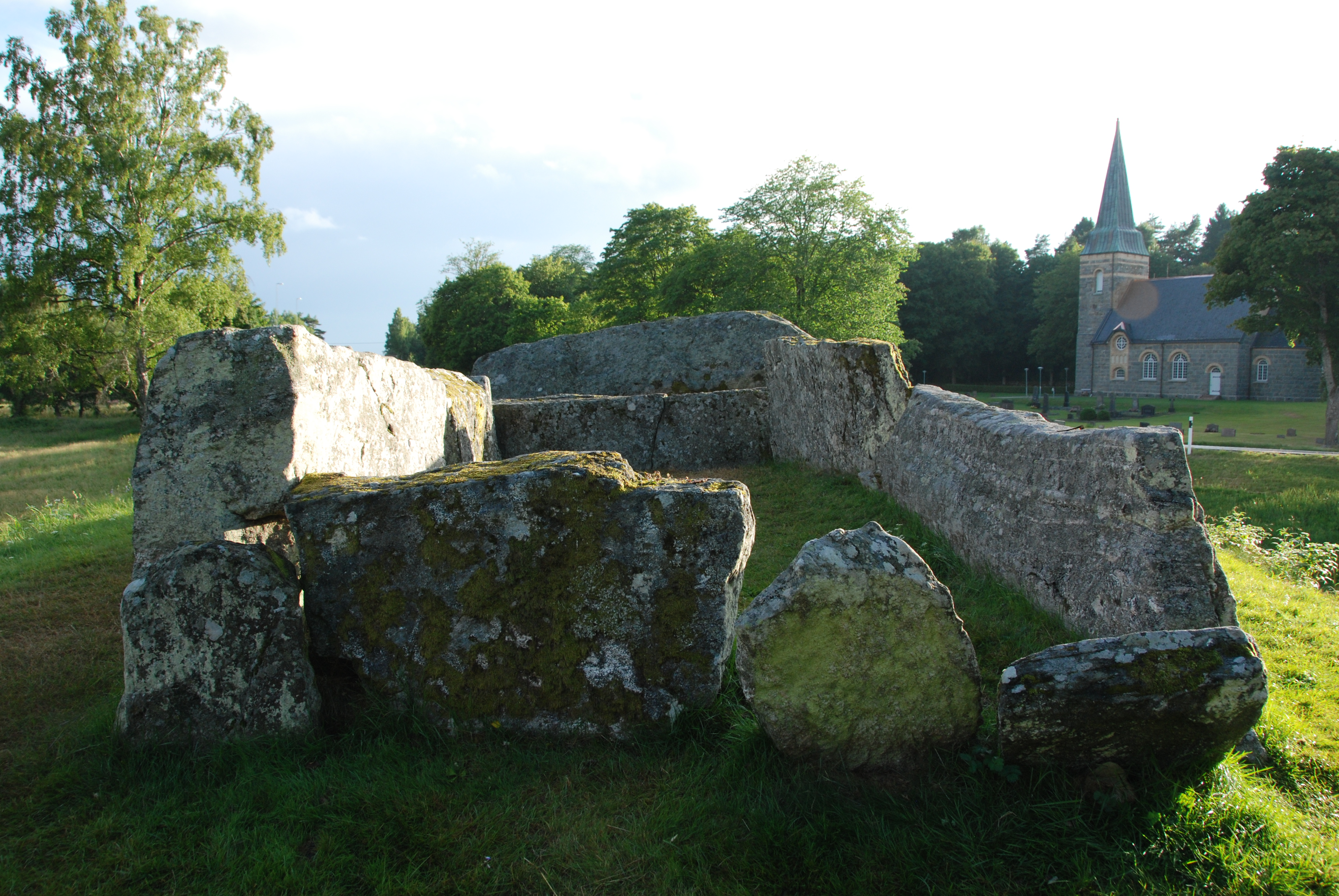
Jättakullen
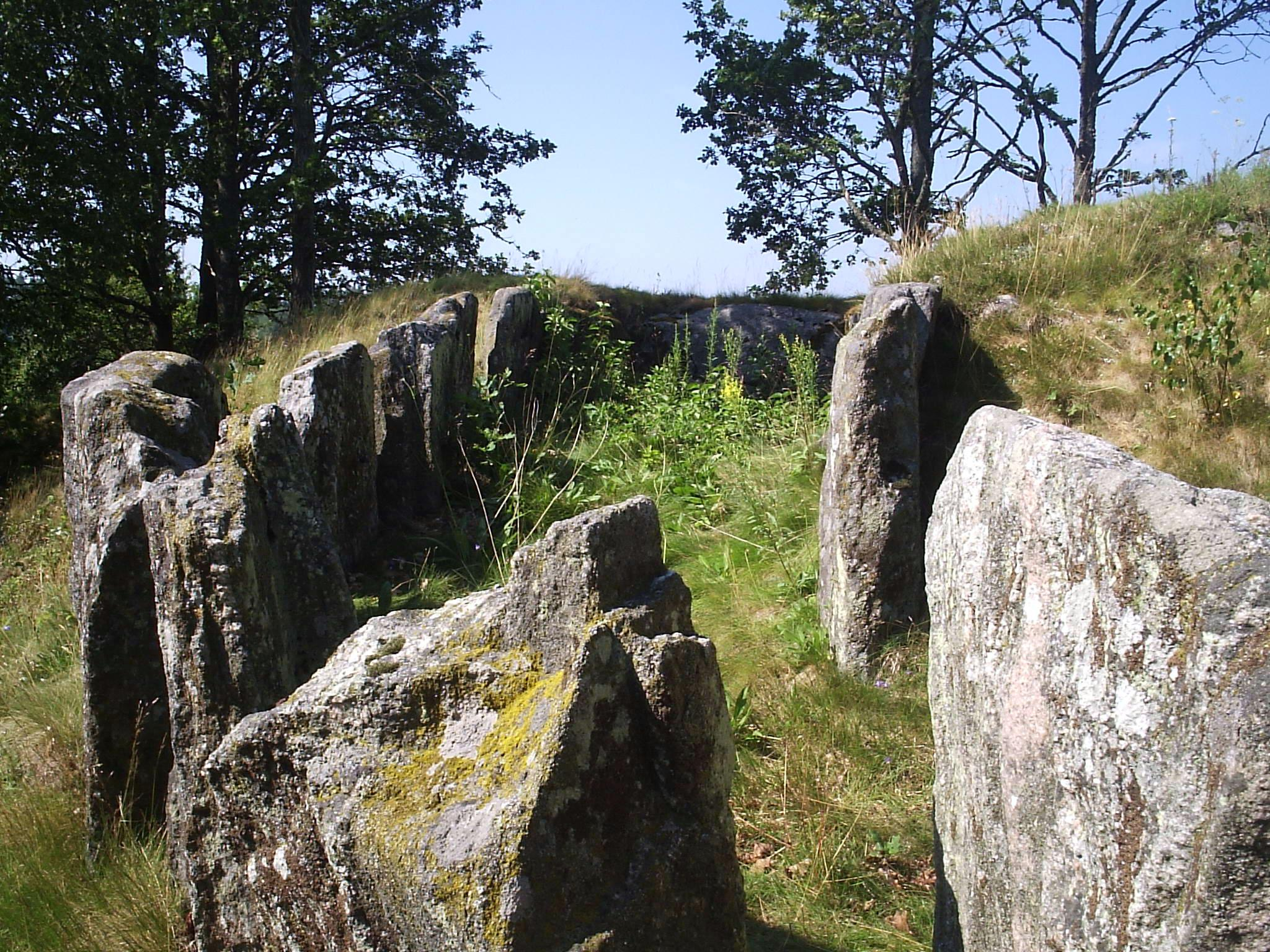
Hällkistan på Lundskullen.
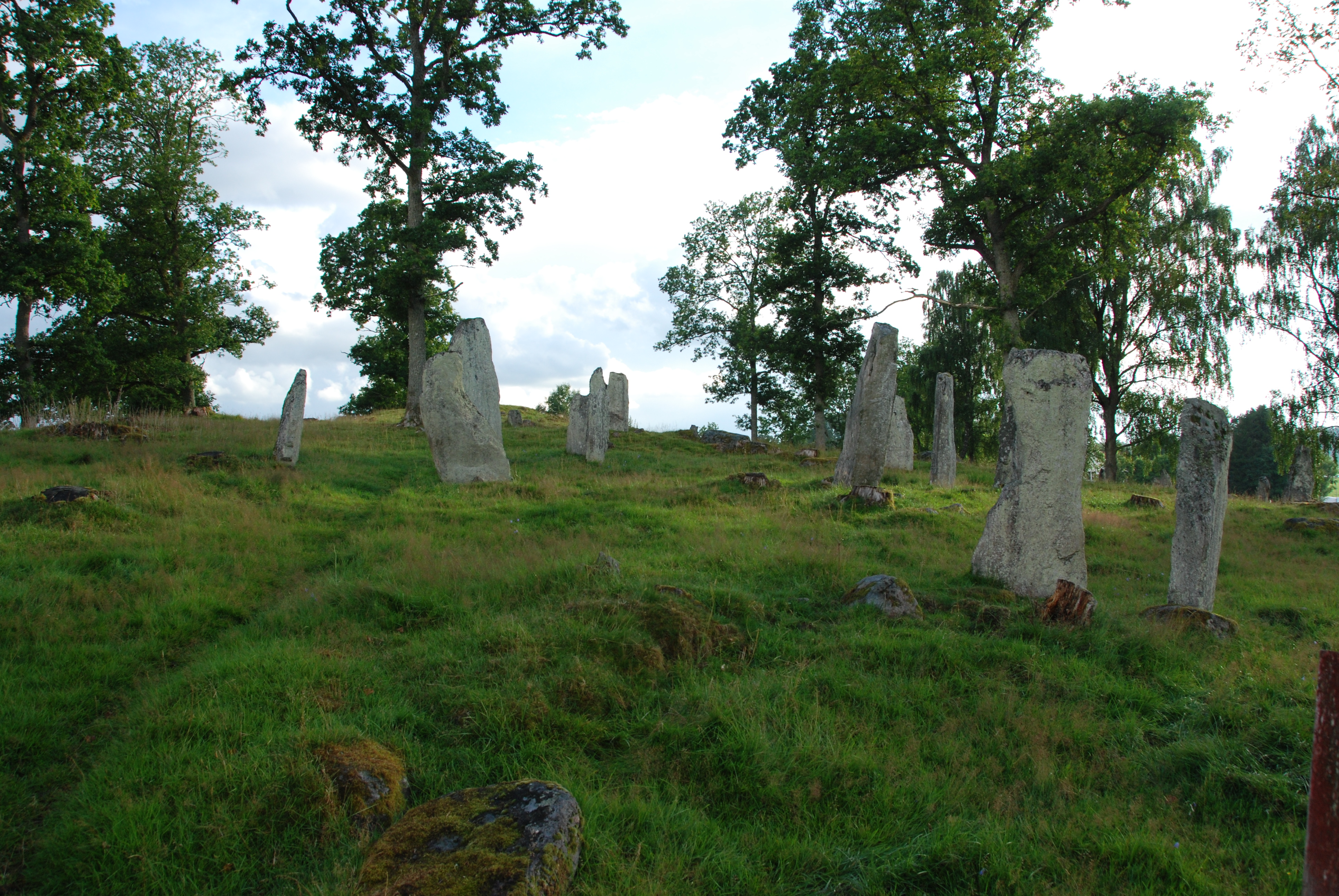
Lundskullen

## Befolkningsutveckling
Befolkningen ökade från 340 1810 till 668 1880 varefter den minskade stadigt till 190 1990.

## Namnet
Namnet skrevs 1386 Häräne och kommer från kyrkbyn. Efterleden innehåller vin, 'betesmark'. Förleden innehåller har, 'stenig mark' eller djurbeteckningen hare.